# 来栖りん
来栖りん（くるすりん、2000年11月8日 - ）は、日本のタレント、歌手、声優。
東京俳優生活協同組合所属。東京都出身。愛称は「りんりん」「りんちゃん」。女性声優ユニット・蓮ノ空女学院スクールアイドルクラブのメンバーであり、女性アイドルグループ・26時のマスカレイドの元メンバー（センター）。

## 略歴
中学2年の時に竹下通りに行くたびに同じ人から何度もスカウトされ、父からも「何度も言われるなら話だけでも聞いていけば」と言われたことで所属することを決める、ただし3年時で受験を控えていたため即活動開始には至らなかった。その後高校に入り受けた『26時のマスカレイド』のオーディションに合格し、同グループのメンバーとなり本格的にデビュー。2017年7月「来栖りん1st写真集『16歳のコアクマ』」を発売。
2018年10月週刊ヤングジャンプ『制コレ18（いちはち）』にてグランプリ受賞。2000年代生まれが制コレのグランプリになったのは史上初のことであった。
2019年1月10日、週刊ヤングジャンプ創刊40周年を記念した「SS ELEVEN」に選抜される。
2019年4月15日から2019年8月25日まで、@JAM EXPO 2019の期間限定ユニット「R2K」として塩川莉世、白岡今日花と活動。
2022年10月30日、26時のマスカレイドが解散。
2022年11月1日、所属事務所を退社し、今後はタレント・声優を目指していく事を自身のSNSで発表、2023年1月25日、自身のYouTubeチャンネルにて、Lantisから今春ソロデビューすること、オフィシャルファンクラブ「くるーず！」の発足を発表した。
2023年4月にはテレビアニメ『神無き世界のカミサマ活動』主題歌「I wish」でソロアーティストデビューを、同作品のシアン役で声優デビューをそれぞれ果たしている。5月にはアーティストマネジメントを開始したバンダイナムコミュージックライブ（StarRise）に所属することとなった。10月28日には、ソロ名義では初となるワンマンライブ「来栖りん 1st Live『Happy Lucky Party』」を東京・山野ホール（昼・夜計2公演）にて開催した。
2024年4月13日、蓮ノ空女学院スクールアイドルクラブの安養寺姫芽役として加入。
2025年4月30日にStarRiseからの退所を発表し、翌日5月1日に東京俳優生活協同組合声優部門への所属を発表。

## 人物
- 趣味はプラネタリウム巡り、特技は書道と絵[15]。ゲーム好きでもあり、YouTubeなどでゲームBGMを聴くのも好きである[16]。『あつまれ どうぶつの森』のBGM「午前2時」を寝る前に聴くなど特に気に入っている[16]。ファーストパーソン・シューティングゲームにはまっており、得意なゲームは『VALORANT』であることをnumanのインタビューで語っている[17]。
- 幼少期から『ハヤテのごとく!』『らき☆すた』『化物語』『神のみぞ知るセカイ』といったアニメを観て育った[16]。
- ポケモン好きのアイドルとしても知られ、『ポケモンの家あつまる?』(2018年10月14日、12月2日、2020年2月9日、テレビ東京)に出演している[18]。自称みずタイプ[19]。
- うさぎを飼っている。名前は麦[20]。
- 犬を飼っている。名前はちまき[21]。
- 「いたずら大好きかまってちゃん」。26時のマスカレイドのメンバーからは行動が「あざとい」「ビジネス」とツッコまれている[22]。
- アイドルとしての目標はバンドじゃないもん！の七星ぐみ、ゆるめるモ！のあの[22]、まねきケチャの松下玲緒菜[3]。憧れの声優は水瀬いのり[16]。
- 週刊ヤングジャンプ『制コレ18（いちはち）』グランプリ受賞時のキャッチコピーは"正統派美少女の最新型"、”平成最後のプリンセス”[23]。

## ディスコグラフィ

### シングル
|            | 発売日         | タイトル      | 規格品番   | 規格品番                                        | - オリコン - 最高位 |        |
| 初回限定盤 | 発売日         | タイトル      | 通常盤     |                                                 | - オリコン - 最高位 |        |
| Lantis     | Lantis         | Lantis        | Lantis     | Lantis                                          | Lantis              | Lantis |
| ---------- | -------------- | ------------- | ---------- | ----------------------------------------------- | ------------------- | ------ |
| 1st        | 2023年5月24日  | I wish        | LACM-34380 | - LACM-24380（通常盤A） - LACM-24381（通常盤B） | 7位                 |        |
| 2nd        | 2024年5月22日  | Believer      | LACM-34557 | - LACM-24557（通常盤A） - LACM-24558（通常盤B） | 23位                |        |
| 3rd        | 2024年11月27日 | わっちゅあね? | -          | - LACM-24644（通常盤A） - LACM-24645（通常盤B） | 20位                |        |

### アルバム

#### ミニアルバム
|            | 発売日        | タイトル          | 規格品番   | 規格品番   | - オリコン - 最高位 |        |
| 初回限定盤 | 発売日        | タイトル          | 通常盤     |            | - オリコン - 最高位 |        |
| Lantis     | Lantis        | Lantis            | Lantis     | Lantis     | Lantis              | Lantis |
| ---------- | ------------- | ----------------- | ---------- | ---------- | ------------------- | ------ |
| 1st        | 2023年9月27日 | Happy Lucky Diary | LACA-35068 | LACA-25068 | 21位                |        |

### タイアップ曲
| 楽曲          | タイアップ                                                         | 時期   |
| ------------- | ------------------------------------------------------------------ | ------ |
| I wish        | テレビアニメ『神無き世界のカミサマ活動』主題歌                     | 2023年 |
| Believer      | テレビアニメ『転生したらスライムだった件 第3期』エンディングテーマ | 2024年 |
| わっちゅあね? | テレビアニメ『歴史に残る悪女になるぞ』エンディングテーマ           | 2024年 |

## 書籍

### 雑誌
- HR 2017年9月号 （2017年8月8日、グラフィティマガジンズ）[27]
- 週刊アスキー（2018年3月27日、2019年4月23日、アスキー）[28]
- 別冊 IDOL FILE MONOTONE CLASSY IDOL （2018年11月2日、Rocks Entertainment）
- IDOL AND READ 014 （2018年3月28日、シンコーミュージック）[29][30]
- Top Yell NEO 2019 SPRING （2019年3月26日、Top Yell編集部）
- B.L.T. graph.vol.52 （2020年2月14日、B.L.T.）[31]
- 漫画アクション 2020年 4/7号（2020年3月17日、双葉社）
- フォトテクニックデジタル 2020年6月号 （2020年5月20日、玄光社）[32]
- 週刊ヤングジャンプ 2019年10号 （2019年2月7日、集英社）[33]
- PnRvol1.1 グラビア&ロングインタビュー（2021年9月29日、ジャパンミュージックネットワーク）

### 写真集
- 16歳のコアクマ 26時のマスカレイド（2017年7月28日、EA、撮影：NEW163）ISBN 978-4907301507[4]
- Lakka[注釈 1]（2019年11月14日、集英社、撮影：細居幸次郎）ISBN 978-4-08-780890-2[34]
- step by step（2024年3月12日、KADOKAWA、撮影：細居幸次郎）ISBN 978-4-04-897729-6

### デジタル写真集
- キミの制服（2019年2月7日、集英社、撮影：細居幸次郎）[35]
- トクベツな君（2019年7月4日、集英社、撮影：細居幸次郎）[36]
- 太陽ちゃんとお月様（2020年1月、集英社、撮影：桑島智輝）- 吉井美優との共演作品[37][38]
- だから、もう一度君に恋をする!（2021年6月24日、集英社、撮影：細居幸次郎）[39]
- Relax（2024年5月27日、集英社、撮影：前康輔）[40]

### フォトブック
- りんとして。（2022年9月30日、KADOKAWA）ISBN 978-4-04-897489-9[41][42]

## 出演
太字はメインキャラクター。

### CM
- NEXON メイプルストーリー2 （2019年5月31日 - ）[43]

### ラジオ
- 「GIRLS♥GIRLS♥GIRLS =RED ZONE= ニジマスの今宵も一緒に踊りましょ？」（2019年7月9日 - 2022年10月24日、FM FUJI）- レギュラー
- 来栖りんのキャッチ!（2023年4月 - 、エフエム滋賀） - 毎月第2木曜日を担当[44]
- 来栖りんのくるっすん！（2023年7月5日 - 2024年3月27日、FM NACK5） - FAV FOUR水曜日内

### テレビ番組
- 「26時“ちょい前”のマスカレイド」（2020年2月21日（20日深夜） - 3月27日、日本テレビ）
- 「君の名前を好きって書いた」（2020年10月11日 - 12月6日、CS日テレプラス）

### テレビアニメ
- 神無き世界のカミサマ活動（2023年、シアン[1][45]）
- 歴史に残る悪女になるぞ（2024年、エレノア[46]）
- キミと僕の最後の戦場、あるいは世界が始まる聖戦 Season II（2025年、ナミ[47][48]）

### 劇場アニメ
- 映画 おでかけ子ザメ とかいのおともだち（2025年、みほ[49]）

### ゲーム
- ワールドダイスター 夢のステラリウム（2023年、倫子[50]）
- Link!Like!ラブライブ!（2024年 - 2025年、安養寺姫芽[51]）
- 桜色の夢を見て、僕は君に恋をする（2025年、チェリー[52]）

### その他
- 温泉むすめ（白子ひまり[53]）